# Modestas Paulauskas

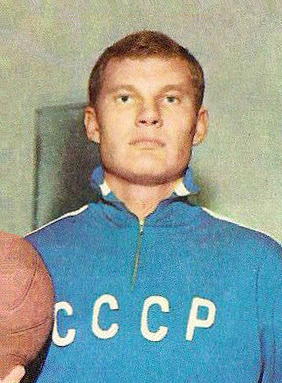
Modestas Paulauskas (1970)

Modestas Juozapas Paulauskas, in der Sowjetunion auch Modestas Yozapas Feliksovich Paulauskas oder Модестас Йозапас Феликсович Паулаускас (* 19. März 1945 in Kretinga, Litauische SSR) ist ein ehemaliger sowjetlitauischer Basketballspieler.

## Erfolge
Der 1,93 m große Spieler von Žalgiris Kaunas gewann mit der Basketballnationalmannschaft der UdSSR 1965 den Europameistertitel, Paulauskas wurde zum wertvollsten Spieler dieser Europameisterschaft gekürt. 1967, 1969 und 1971 gewann Paulauskas ebenfalls den Europameistertitel, 1973 unterlag die sowjetische Mannschaft den gastgebenden Spaniern und erhielt nach einem Sieg über die Tschechoslowaken die Bronzemedaille.
1967 und 1974 gewann die sowjetische Mannschaft den Weltmeistertitel, 1970 belegte die Mannschaft den dritten Platz, nachdem sie gegen die Weltmeister aus dem Gastgeberland Jugoslawien gewonnen hatte, aber gegen die Vizeweltmeister aus Brasilien und die Fünftplatzierten aus den USA unterlegen war. Bei den Olympischen Spielen 1968 unterlag die sowjetische Mannschaft im Halbfinale den Jugoslawen und erhielt die Bronzemedaille. Vier Jahre später besiegte die sowjetische Mannschaft bei den Olympischen Spielen 1972 in München die US-Mannschaft mit 51:50 und feierte damit den ersten Olympiasieg, der nicht an die US-Basketballer fiel. In insgesamt achtzehn Partien bei Olympischen Spielen erzielte Paulauskas 244 Punkte, mit 30 Punkten war er 1968 im Vorrundenspiel gegen Brasilien am erfolgreichsten, sein schwächstes Ergebnis waren drei Punkte im Olympiafinale 1972.
Paulauskas war der zu seiner Zeit beste Basketballspieler Litauens, er wurde siebenmal zu Litauens Sportler des Jahres gewählt: von 1965 bis 1967 und von 1969 bis 1972.
1997 war er Trainer von BC Lietuvos rytas.
Seit 2005 trainiert Paulaskas zweimal wöchentlich Schülermannschaften in der russischen Stadt Krasnosnamensk (Oblast Kaliningrad). Paulaskas sagt, dass ihn die nostalgische Erinnerung an seine Jugend in der Sowjetunion nach Krasnosnamensk treibt. Er möge es, die russische Sprache zu hören und den Jungs zu helfen. Für seine Tätigkeit muss er zwei wöchentlich über 80 km pendeln und dabei die litauisch-russische Grenze überqueren. Für seinen Einsatz erhielt er 2009 die Ehrenmedaille „Für die Verdienste gegenüber der Oblast Kaliningrad“.